# Будем белорусами! (мультфильм)
Будем белорусами! (бел. Будзьма беларусамі!) — короткий патриотический мультфильм, первый профессионально созданный анимационный фильм на белорусском языке, посвящённый истории Белоруссии от сотворения мира до 1991 года. Мультфильм является продуктом совместного проекта «БудзьмаTUT», культурологической компании «Будзьма беларусамі!» и интернет-портала «TUT.BY». Автор идеи произведения — Юлия Ляшкевич, режиссёр и художник-аниматор — Юлия Рудницкая, автор текста и музыки, а также бэк-вокал — Лявон Вольский, вокал — Александр Помидоров.
Официально провозглашённая цель проекта — привлечь широкие круги зрителей к истории и культуре белорусского народа. С целью осовременивания подачи материала звуковой ряд мультфильма и чтение выполнены в рэперском стиле, в котором описаны основные события в истории белорусской государственности и белорусов.

## История
После официального выхода (28 мая 2011 года) на несколько дней мультфильм стал самым загружаемым видео файлом в белорусском сегменте Интернета, а также вошёл в первую десятку рейтинга сайта YouTube. В течение 10 дней после загрузки ролика на YouTube его посмотрели более 110 тысяч человек. По оценке Юлии Соколовой, эксперта компании «Открытые социальные медиа», всего за неделю после релиза ролик просмотрели более 350 тысяч человек, 66 % из которых находились на территории Беларуси.